# André Bruno de Frévol de Lacoste
André Bruno de Frévol de Lacoste (Pradelles, 14 juni 1775 – Zaragoza, 1 februari 1809) was een Frans generaal tijdens de napoleontische oorlogen. Zijn naam staat gegraveerd op de Arc de Triomphe.

## Biografie
Hij trad in 1793 in dienst als assistent van de vestingwerken in de noordelijke vestingen en werd vervolgens luitenant in het leger van de Westelijke Pyreneeën. Van 1798 tot 1801 nam hij deel aan de Egyptische veldtocht en werd op 10 maart 1799 tot kapitein benoemd, voordat hij tijdens het beleg van Saint-Jean d’Acre gewond raakte. Op 22 april 1801 werd hij benoemd tot bataljonschef. Hij keerde in november 1801 naar Frankrijk terug, werd op 22 december bij het garnizoen van Mantua ingedeeld, nam in februari 1806 deel aan het beleg van Gaète en werd op 4 mei 1806 tot ridder van het Legioen van Eer geslagen. Op 15 augustus van hetzelfde jaar werd hij benoemd tot kolonel der genieofficieren en op 16 oktober voerde hij het bevel over de genieofficieren van het 7e legerkorps.
Lacoste werd op 11 februari 1807 adjudant van de keizer. Hij nam deel aan het beleg van Danzig en werd op 26 maart 1807 bevorderd tot Officier van het Legioen van Eer. Gewond in de slag bij Friedland op 14 juni 1807, werd hij op 10 juli 1807 ridder in de Militaire Orde van Sint-Hendrik, vervolgens ridder in de Orde van de IJzeren Kroon op 31 maart 1808 en graaf van het Keizerrijk op 29 juni 1808. Hij werd op 28 augustus 1808 bevorderd tot brigadegeneraal der Genie en stierf op 1 februari 1809 tijdens het beleg van Zaragoza, waar hij het bevel voerde over de genie van het 3e legerkorps.